# Kushima
Kushima (串間市?) è una città giapponese della prefettura di Miyazaki.